# Piscina municipal de Casablanca
 La piscina municipal de Casablanca (en árabe : مسبح الدارمسبح الدار البيضاء البلدي), también conocida como Centre Balnéaire Georges Orthlieb o Piscina Orthlieb, fue una piscina de agua salada en Casablanca.  Con 480 m de largo y 75 de ancho, fue la piscina más grande del mundo según Guinness World Records.
La construcción de la piscina y del balneario duró tres años y se inauguraron el 14 de julio de 1934. Fueron diseñados por el arquitecto Maurice L'Herbier y recibió el nombre de Georges Orthlieb, líder municipal de Casablanca. Tras la independencia de Marruecos, la piscina cayó en desuso. En 1986, el lugar fue destruido para dar paso a la construcción de la Mezquita Hassan II.